# Miroslav König
Miroslav König (* 1. června 1972, Nitra) je bývalý slovenský fotbalový brankář. Je rekordmanem slovenské nejvyšší ligy v počtu odchytaných minut bez inkasované branky (1 129 minut, sezona 1998/99 v dresu Slovanu Bratislava). Přispěl tak výrazně k zisku ligového titulu.
Působil i jako trenér brankářů ve Slovanu Bratislava.

## Klubová kariéra
Hrál na Slovensku za FC Nitra, FC Spartak Trnava, ŠK Slovan Bratislava. Po zisku titulu se Slovanem odešel do zahraničí, kde působil nejprve ve Švýcarsku (Grasshoppers Zürich, FC Basel, FC Concordia Basel, FC Zürich), poté v Turecku (Elazığspor), České republice (FC Baník Ostrava), následně se vrátil na Slovensko (MŠK Žilina) a jeho posledním angažmá bylo účinkování v řeckém Panionios GSS. V evropských pohárech nastoupil v 43 utkáních.[zdroj?]
Na jaře 2008 se dohodl s vedením řeckého klubu Panionios GSS na rozchodu (kvůli zdravotním problémům se zády) a vrátil se domů na Slovensko.

## Reprezentační kariéra
Ve slovenské reprezentaci nastoupil v letech 1997–2004 ve 45 utkáních (některé zdroje uvádí 43 zápasů - např. National Football Teams).

## Trenérská kariéra
Po návratu z Řecka se na začátku sezony 2008/09 objevil v realizačním týmu Slovanu Bratislava jako trenér brankářů.